# Sauldre
Sauldre, tudi Grande Sauldre, je reka v osrednji Franciji, desni pritok Cher. Grande Sauldre izvira v pokrajini Sologne (občina Humbligny) od koder teče sprva proti severovzhodu, nato pa se po združitvi z malo Petite Sauldre severovzhodno od naselja Salbris kot enotna reka usmeri proti jugozahodu. Po 181 km se na ozemlju občine Châtillon-sur-Cher izliva v Cher. Z vodami reke Sauldre se napaja nekdanji kanal Canal de la Sauldre in Canal de Berry.

## Geografija

### Departmaji in kraji
Reka Sauldre teče skozi naslednje departmaje in kraje:
- Cher (Grande Sauldre): Vailly-sur-Sauldre, Argent-sur-Sauldre,
- Loir-et-Cher: Salbris, Romorantin-Lanthenay, Selles-sur-Cher

### Porečje
- Petite Sauldre
- Méant
- Naon
- Rère
- Maulnes
- Croisne
- Nère